# 柳江镇
柳江镇，是中华人民共和国四川省眉山市洪雅县下辖的一个乡镇级行政单位。2019年12月，撤销花溪镇，将其所属行政区域划归柳江镇管辖。

## 行政区划
柳江镇下辖以下地区：
玉屏社区、红星村、两河村、洪江村、杨村、凤凰村、双溪村、叶湾村、五里村和中山村。